# Conflicto congelado
Un «conflicto congelado» es una expresión propia de las relaciones internacionales (originalmente en lengua inglesa: frozen conflict) que describe la situación de un conflicto internacional en la que tras una crisis o incluso una guerra, el conflicto queda latente, sin solucionarse realmente, aunque no se haya producido un tratado de paz u otro mecanismo de resolución del conflicto a satisfacción de ambas partes.
Se suele utilizar especialmente para los conflictos postsoviéticos del Asia Central y el Cáucaso; pero también se emplea para cualquier otra disputa territorial no solucionada, como puede ser la guerra de Corea (entre Corea del Norte y Corea del Sur) o la guerra civil china (entre la República Popular China y la República de China).
En el Cáucaso se mantienen abiertos, pero «congelados», el conflicto georgiano-abjasio, el conflicto georgiano-osetio, o el conflicto del Alto Karabaj.